# Llista de plantes oleaginoses
Les plantes oleaginoses són molt comunes. Els olis són produïts per les plantes (també pels animals i altres organismes) a través de processos orgànics i aquest olis són molt diversos. Encara que es pot obtenir oli de diverses parts d'aquestes plantes en la pràctica comercial principalment s'extreuen de les llavors. Els olis i greixos vegetals poden ser comestibles o no ser-ho, per exemple l'oli de ricí no es menja però es fa servir en medicina i la indústria. El terme oli és un concepte una mica vague en la química i els olis científicament són tots ells lípids, un concepte més definit. Les principals funcions del lípids inclouen l'emmagatzemament d'energia, com components estructurals de la membrana cel·lular i com importants molècules de senyal.
Malgrat que la majoria de plantes contenen alguna quantitat d'oli, només l'oli de tres o quatre plantes conreades proporcionen la majoria de l'oli vegetal consumit al món complementades per una dotzena de plantes més.
Els olis vegetals poden ser classificats de diverses maneres, per exemple:
- Pel seu origen: la majoria dels olis vegetals, però no tots, s'extreuen dels fruits o llavors de les plantes
- Pel seu ús: els olis de les plantes es poden utilitzar per a l'alimentació, com a combustible, cosmètica, i medicina i usos industrials.

A sota els olis vegetals estan classificats pel seu ús.

## Olis comestibles

### Olis principals
Aquests olis proporcionen una part significativa de la producció mundial d'olis comestibles, També s'usen com biocombustibles. Per a fregir és important tenir en compte el seu punt de fumeig.
- Oli de coco, oli de cuina i de cosmètics, té greix saturat.[3]
- Oli de moresc, poca olor i gust.[4]
- Oli de cotó, en manufacturació d'aliments com els snacks.[5]
- Oli d'oliva, imprescindible en la dieta mediterrània.[6]
- Oli de palma, el més produït a la zona tropical.[7] També per a biocombustible.[8]
- Oli de cacauet oli clar especial per fregir.[9]
- Oli de colza, molt utilitzat en la cuina.[10]
- Oli de càrtam, actualment culinari i abans per a pintures.[11]
- Oli de sèsam, d'ús molt antic ja a Mesopotàmia[12]
- Oli de soia, subproducte del processament de la llavor de la soia.[13]
- Oli de gira-sol, molt comú a la cuina i com biodièsel.[14]

### Oli de nous

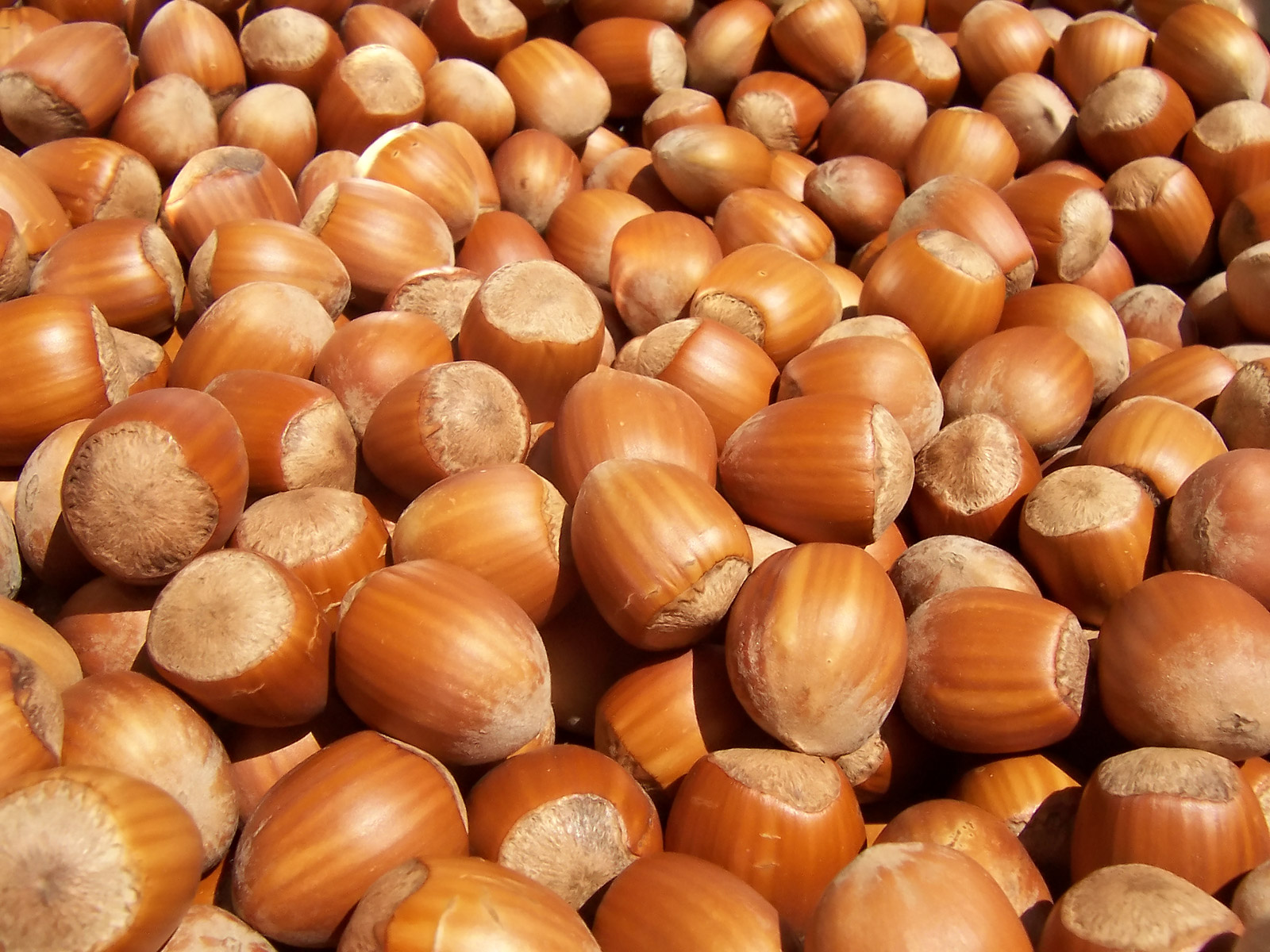
Amb les avellanes se'n fa un oli comestible.

Els olis de diversos tipus de nous es fan servir a la cuina pel seu gust. La majoria són bastant cars.
- Oli d'ametlla, especialment usat en farmàcia.[15]
- Oli d'anacard, podria ser útil contra la càries dental.[16]
- Oli d'avellana, cosmètic de la pell.[17][18]
- Oli de macadàmia, molt gustós i sense greixos trans.
- Oli de mongongo de les llavors de Schinziophyton rautanenii, planta de Sud-àfrica, usat en la cura de la pell.[19]
- Oli de pacaner, de les llavors de l'arbre pacaner.[20]
- Oli de pinyó afegit com a agent saboritzant.
- Oli de festuc, particularment en amanides.[21]
- Oli de Plukenetia volubilis (Sacha Inchi) amb la major concentració d'omega 3 (~ 49%)
- Oli de noguer, gustós i en pintures des del Renaixement.[22][23]

### Olis de cucurbitàcies

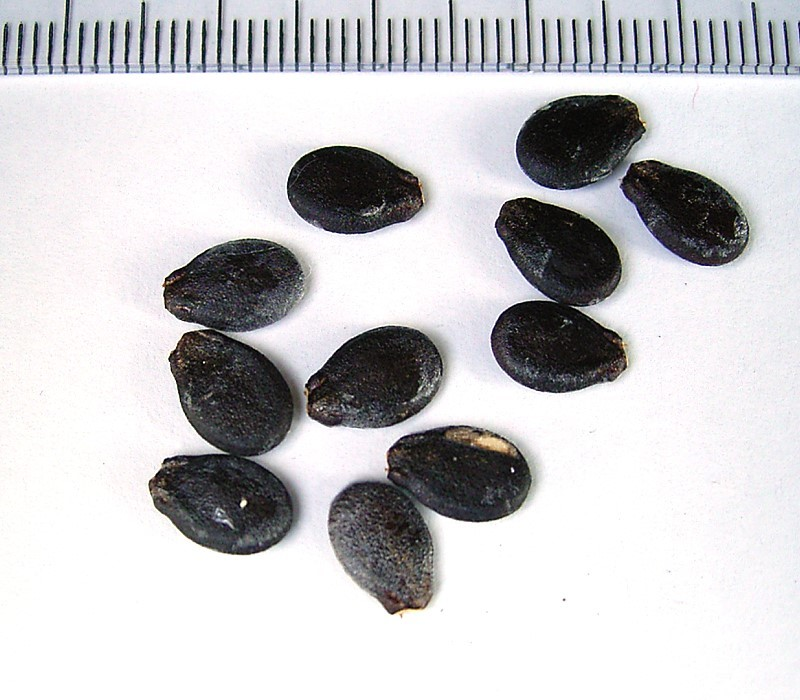
Oli de síndria, es fa servir a l'Àfrica occidental.

Entre els membres de la família cucurbitàcia es troben els melons i les carbasses. Les llavors d'aquestes plantes tenen un alt contingut d'oli en molts casos són un subproducte de l'ús comestible de la polpa del fruit
- Oli de carbassa vinera, de les llavors de la carbassera vinera Lagenaria siceraria, molt cultivada als tròpics, medicinal i comestible.[25]
- Oli de Cucurbita foetidissima, de les llavors de Cucurbita foetidissima, originària d'Amèrica del Nord.[26]
- Oli de Cucurbita moschata, de les llavors de Cucurbita moschata, comestible de gust agradable[27]
- Oli de carbassó, de Cucurbita pepo var. styriaca, a Àustria i els Balcans.[28]
- Oli de síndria, tradicional a la cuina d'Àfrica occidental.[29]

### Additius alimentaris
Un gran nombre d'olis es fan servir d'additius alimentaris pel seu nutrients o efectes medicinals.
- Oli d'Açai, de diverses espècies de la palmera Euterpe a l'Amazones.[30]
- Oli de grosella, amb alt contingut d'omega 3 i omega 6.[cal citació]
- Oli de borratja, principalment medicinal.[31]
- Oli d'Oenothera, medicinal.[32]

### Altres olis comestibles

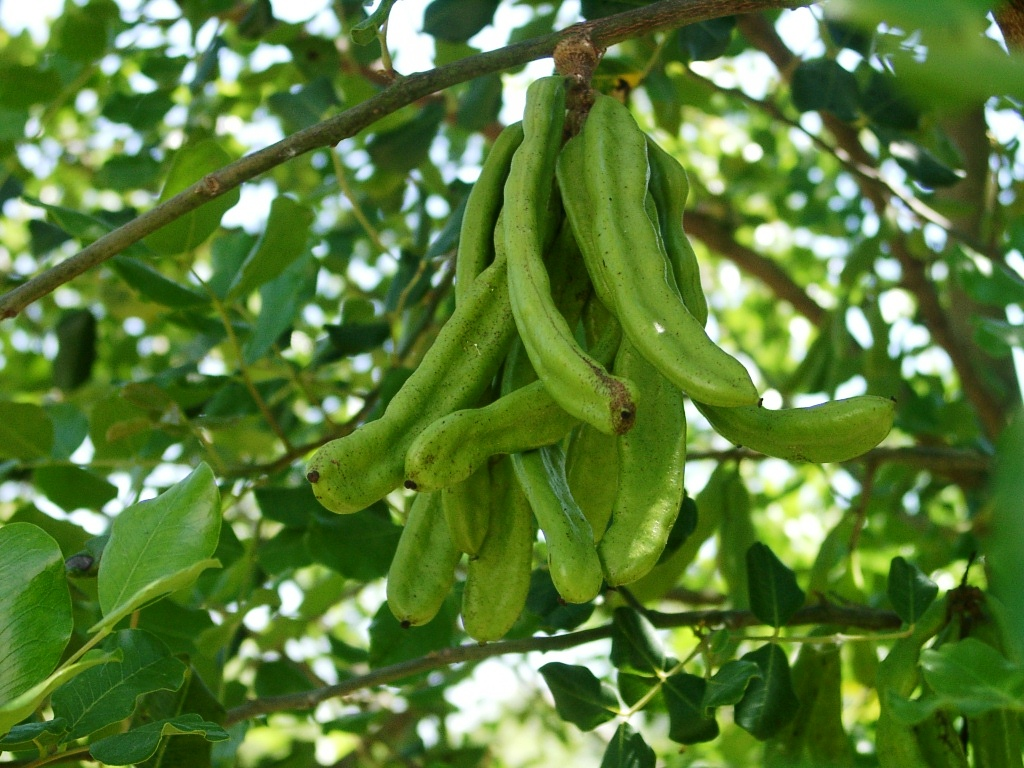
Llegums de garrofer.

- Oli d'amarant, alimentari i cosmètic.[33]
- Oli d'albercoc, similar però més barat que l'oli d'ametlla, només s'obté de certs cultivars d'albercoquer.[34]
- Oli de Calocarpum mamossum, en cosmètics i xampús.[35] També usat com oli comestible.[36]
- Oli d'argània, del Marroc.[37]
- Oli de carxofa, de les llavors de la carxofera comuna Cynara cardunculus. Similar a l'oli de càrtam i oli de gira-sol.[38]
- Oli d'alvocat, comestible.[39] Also used in cosmetics.[40] Unusually high smoke point of 510 °F.[41]
- Oli de Babassu, similar a l'oli de coco.[42]
- Oli de moringa, extret de les llavors de Moringa oleifera, molt estable.[43]
- Oli de Shorea, extret del fruit d'espècies del gènere Shorea, amb diversos usos.[44]
- Oli de Calodendrum capense o oli Yangu, de l'Àfrica.
- Oli de garrofer (Algaroba oil), del garrofer, medicinal.[45]
- Oli de canyella,
- Mantega de cacau, de l'arbre del cacau Theobroma cacao. Es fa servir per fer xocolata i en alguns cosmètics.
- Oli de Xanthium, de diverses espècies del gènere Xanthium, similar a l'oli de rosella i l'oli de gira-sol.[46][47]
- Oli d'Attalea cohune, de la palmera cohune Attalea cohune similar a l'oli de coco[48]

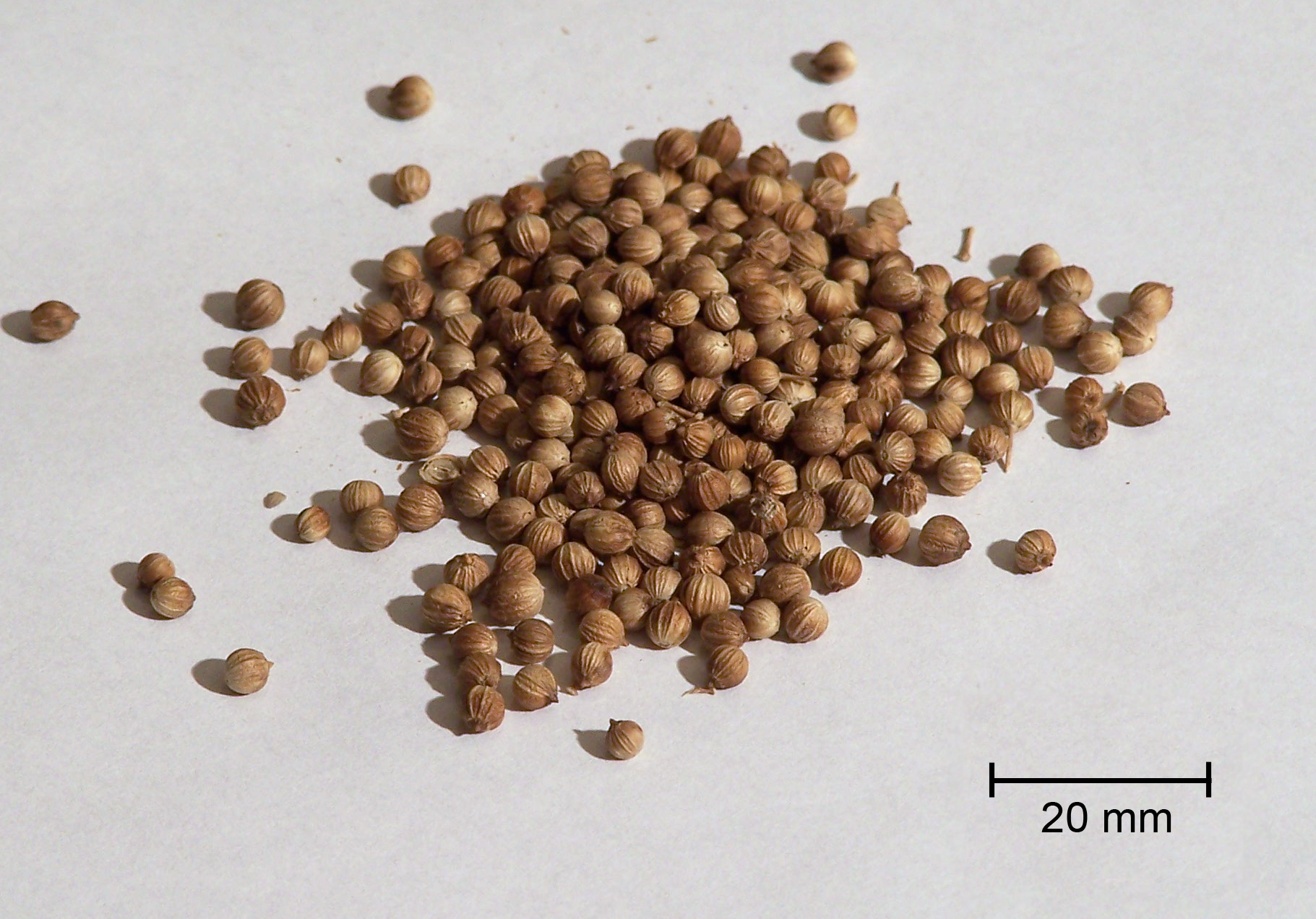
Les llavors de coriandre proporcionen un oli comestible, Oli de coriandre.

- Oli de coriandre, de les llavors del coriandre en medicina, farmàcia i saboritzant alimentari.[49]
- Oli d'Irvingia, del les llavors de l'oba (Irvingia gabonensis),un arbre africà, amb diversos usos.[50][51]
- Oli de Camelina sativa fet de les llavors de Camelina sativa, es considera molt adequat per a biodièsel.[52]
- Oli de lli, agent assecant també en medicina.[53]
- Oli de raïm,adequat per a fregir a alta temperatura.[54]
- Oli de cànem, d'alta qualitat alimentària.[55]
- Oli de kapok, comestible i per a sabó.[56]
- Oli de kenaf del Kenaf
- oli de Lallemantia iberica, de les llavors de Lallemantia iberica,descoberta en jaciments arqueològics de Grècia.[57]
- Oli de marula, de la llavor de Sclerocarya birrea. en alimentació i cosmètica.[58]
- Oli de Limnanthes, de plantes del gènere Limnanthes, molt estable, per a la indústria.[59]
- Oli de mostassa per pressió, a l'Índia i en massatges.[60]
- Oli de Myristica, d'espècies del gènere Myristica.(Nutmeg butter).[61]
- Oli d'ocra, d'Abelmoschus esculentus.[62] The greenish yellow edible oil has a pleasant taste and odor.[63]
- Oli de papaia de les llavors de la papaia.
- Oli de Perilla, de plantes del gènere Perilla, comestible i medicinal.[64]
- Oli Pequi, de Caryocar brasiliense,molt apreciat al Brasil.[65]
- Oli de pinyó. Car, fet dels pinyons del pins, es fa servir en amanides i com a condiment.[66]

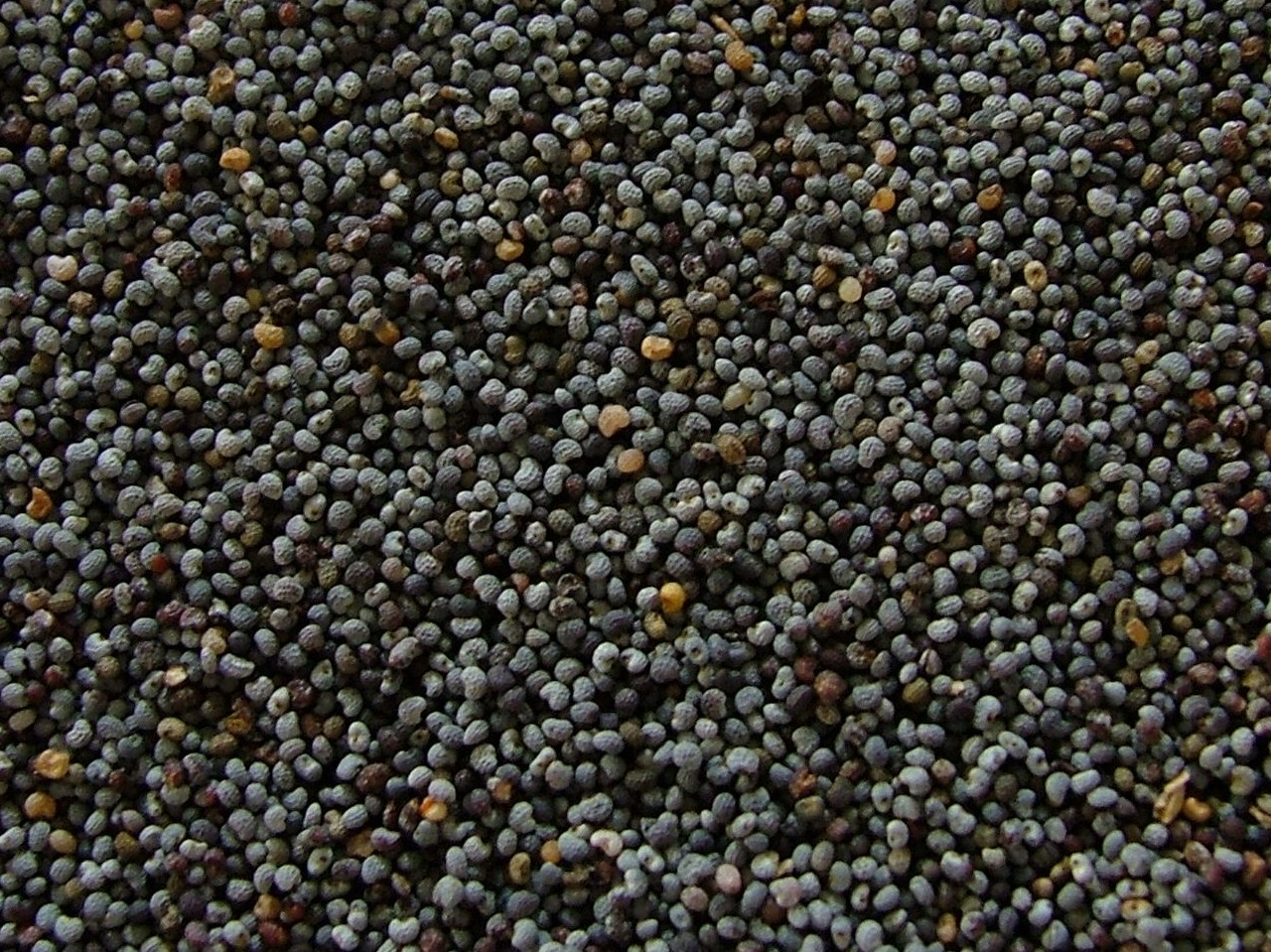
Les llavors de cascall proporcionen oli de cascall

- Oli de cascall, (Poppyseed oil) culinari,[67] humidificador de la pell[68] en pintures i vernisos,[69] i en sabons.
- Oli de pruna, de la llavor dels fruits de la prunera, utilitzat per gourmets.[70]
- oli de quinoa, de la quinoa, similar a l'oli de moresc.[71]
- oli de ramtil, de Guizotia abyssinica,a Índia i Etiòpia per cuinar i il·luminació.[72]
- Oli de segó d'arròs, per a fregir a alta temperatura, molt usat a Àsia.[73]
- Oli de Prinsepia utilis, de la planta Prinsepia utilis, que creix a l'Himàlaia, Nepal.[74]
- Oli de Plukenetia volubilis del Perú.[75]
- Oli de llavors de te (Camellia oil), molt usat al sud de la Xina com a culinari i altres aplicacions.[76]
- Oli de Silybum marianum, de les llavors del card Silybum marianum.[77]
- Oli de xufla (o nut-sedge oil) de la xufla, Cyperus esculentus.[78] Es fa servir a la cuina i per a sabó[79] i té potencial com biodièsel.[78]
- Oli de tomàquet. de les llavors del tomàquet.[80]
- Oli de blat, del germen del blat comestible i medicinal.[81]

## Olis per a biocombustible
Un gran nombre dels olis llistats a sobre són adequats per a fer biocombustible a més de tenir altres usos. Un gran nombre d'olis només es fan servir com a biocombustible.

### Olis amb diversos usos i també usats com biocombustible
- Oli de ricí, de menys cost que altres candidats, la seva viscoitat pot ser un problema.[84]
- Oli de coco (copra oil), prometedor en llocs on es produeixi aquest oli.[85]
- Oli de moresc, atractiu per la gran quantitat de blat de moro cultivat.
- Oli de cotó, sembla tenir un cost de producció que el fa poc competitiu.[86]
- Oli de Camelina sativa, de Camelina sativa, usat com oli de llàntia fins al segle xviii.[52]
- Oli de cànem, problemàtica la seva associació amb la marihuana.[87]
- Oli de mostassa, comparable com a biocombustible amb l'oli de colza que és de la mateixa família botànica.[88]
- Oli de palma, molt popular per a biocombustible però amb problemàtica medioambiental.[89]
- Oli de cacauet, ja usat en els primers motors dièsels el 1900./>
- Oli de rave. els raves tenen un 48% d'oli.[90]
- Oli de colza, el més comú dels olis per a biodièsel d'Europa.[91]
- Oli de ramtil, a l'Índia s'usa per il·luminació.[92]
- Oli de segó d'arròs, atractiu pel seu cost menor respecte altres olis, es cultiva a Àsia.[93]
- Oli de càrtam, investigat recentment a Montana.[94]
- Oli de salicòrnia, de les llavors de Salicornia bigelovii, una planta halòfita de Mèxic.[95]
- Oli de soia, no resulta econòmic per a biocombustible però té altres usos
- Oli de gira-sol, adequat però no gaire econòmic.[96]
- Oli de tigernut investigat a la Xina
- Oli tung, adequat per a biocombustible.[97][98]

### Olis no comestibles dedicats principalment a biocombustible
Aquests olis s'extreuen de plantes que es cultiven únicament per produir-ne biocombustiblse.
- olis d'algues, recentment desenvolupats pel científic del MIT Isaac Berzin.[100][101]
- Copaiba, i oleoresines de les espècies del gènere Copaifera del Brasil.[102]
- Oli honge, biocombustible a Bangalore, Índia.[103][104]
- Oli jatropha, molt usat a l'Índia com combustible.[105][106]
- Oli de jojoba, de la jojoba, planta del semidesert,Simmondsia chinensis.[107]
- Euphorbia tirucalli, popularitzada pel químic Melvin Calvin investigada després per Petrobras, al Brasil.[108]
- Oli de Pittosporum resiniferum, de la plantaPittosporum resiniferum  nativa de les Filipines.[109]

## Olis assecants
Els olis assecants són olis i greixos vegetals que assequen a temperatures normals d'habitació. Aquest olis són la base de pintures a l'oli, i altres pintures i acabats de la fusta. A més dels olis que es llisten a sota també es consideren olis assecants els de noguer, gira-sol i càrtam.
- Oli de Canarium strictum, (Dammar oil) de la planta Canarium strictum.[111] També es poden fer srvir en llànties.[112]
- Oli de lli, usat en pintures, també adequat per consum humà.[113]
- Oli de cascall, similar a l'ús de l'oli de lli però amb una millor estabilitat del color.[110]
- Oli de Sapium sebiferuml, obtingut mitjançant solvent de les llavors de Sapium sebiferum' de la Xina. Usat com a agent assecant en pintures i vernisos.[114][115]
- Oli de tung, usat en acabats de la fusta.[116]
- Oli de Vernonia galamensis de les lavors de Vernonia galamensis. Té un 73-80% d'àcid vernòlic, que es fa servir en la fabricació d'adhesius epoxy vernisos, pintures i altres.[117]

## Olis de cítrics
Un gran nombre de plantes del gènere citrus proporcionen olis per premsat. Alguns com l'oli de llimona i l'oli de taronja, es fan servir com olis essencials, cosa poc freqüent en els olis per premsat. Les llavors dels fruits cítrics també proporcionen olis útils.
- Oli d'aranja, extret de les llavors dels fruits de l'aranja (Citrus × paradisi). Des de 1930 es va trobar que era adient per a fer sabó.[121]
- Oli de llavors de llimona, de fragància similar a la llimonat. És un dels pocs olis essencials premsats en fred. És antisèpric i d'ús cosmètic.[122]
- Oli de taronja, com el de llimona s'obté per pressió en fred. Té unf 90% de d-Limonè. Es fa servir com a fragància, en productes de neteja i saboritzant d'aliments.[123]The fruit of the sea-buckthorn

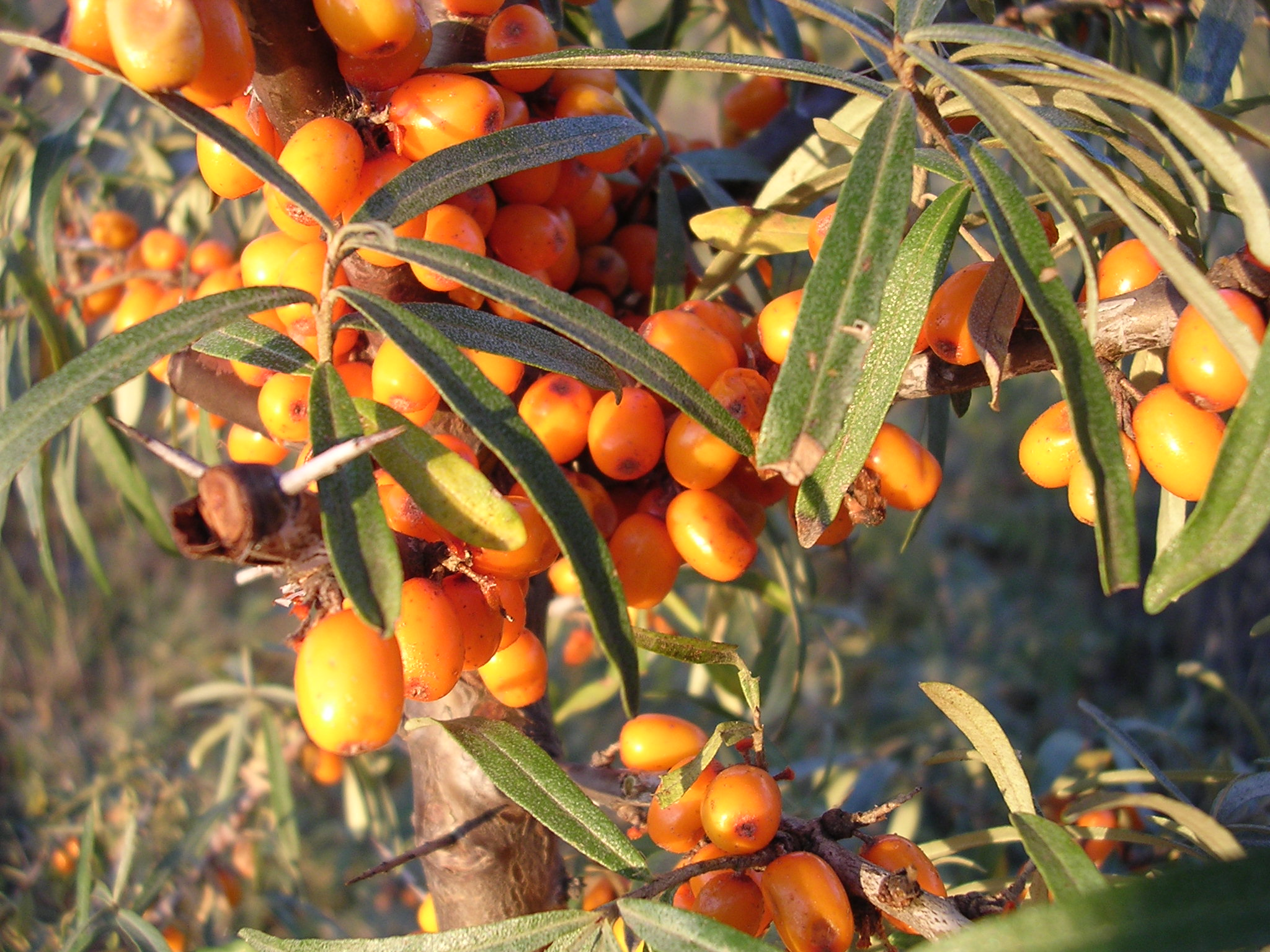
The fruit of the sea-buckthorn